# Іжори (станція)
Іжо́ри — вантажна залізнична станція третього класу на дільниці Санкт-Петербург-Головний — Волховстрой-1 у Колпінському районі Санкт-Петербурга в селищі Металлострой (південно-східна частина станції знаходиться в сел. Усть-Іжора).
Раніше тут зупинялися приміські пасажирські поїзди, потім для них поруч була побудована платформа «19 км», якій згодом було також присвоєно назву «Іжори».

## Колійний розвиток
На станції чотири головних (I, II, III, IV) та одна приймально-відправна (VI) колія. Перегін до ст. Рибальське чотириколійний, перегін до ст. Саперна двоколійний. Під'їзні колії прямують від третьої головної та шостої колії.
Колії прямують до холодокомбінату № 7, Ленінградського електромашинобудівного заводу, Науково-дослідного інституту електрофізичної апаратури (НІІЕФА) ім. Д. В. Єфремова, заводу ЗБВ, заводу «Силові машини — Тошиба», ДП «Главснаб Адміністрації СПб» та інших організацій.
Частина під'їзних колій у південному напрямку прямує до території, що примикає до моторвагонного депо Санкт-Петербург — Московське поруч з платформою Металлострой московського напрямку Октябрської залізниці. У північному напрямку відходить лінія до річкового причалу Іжорського заводу на Неві в закруті Криве Коліно.